# Dreifaltigkeitskirche (Rawicz)

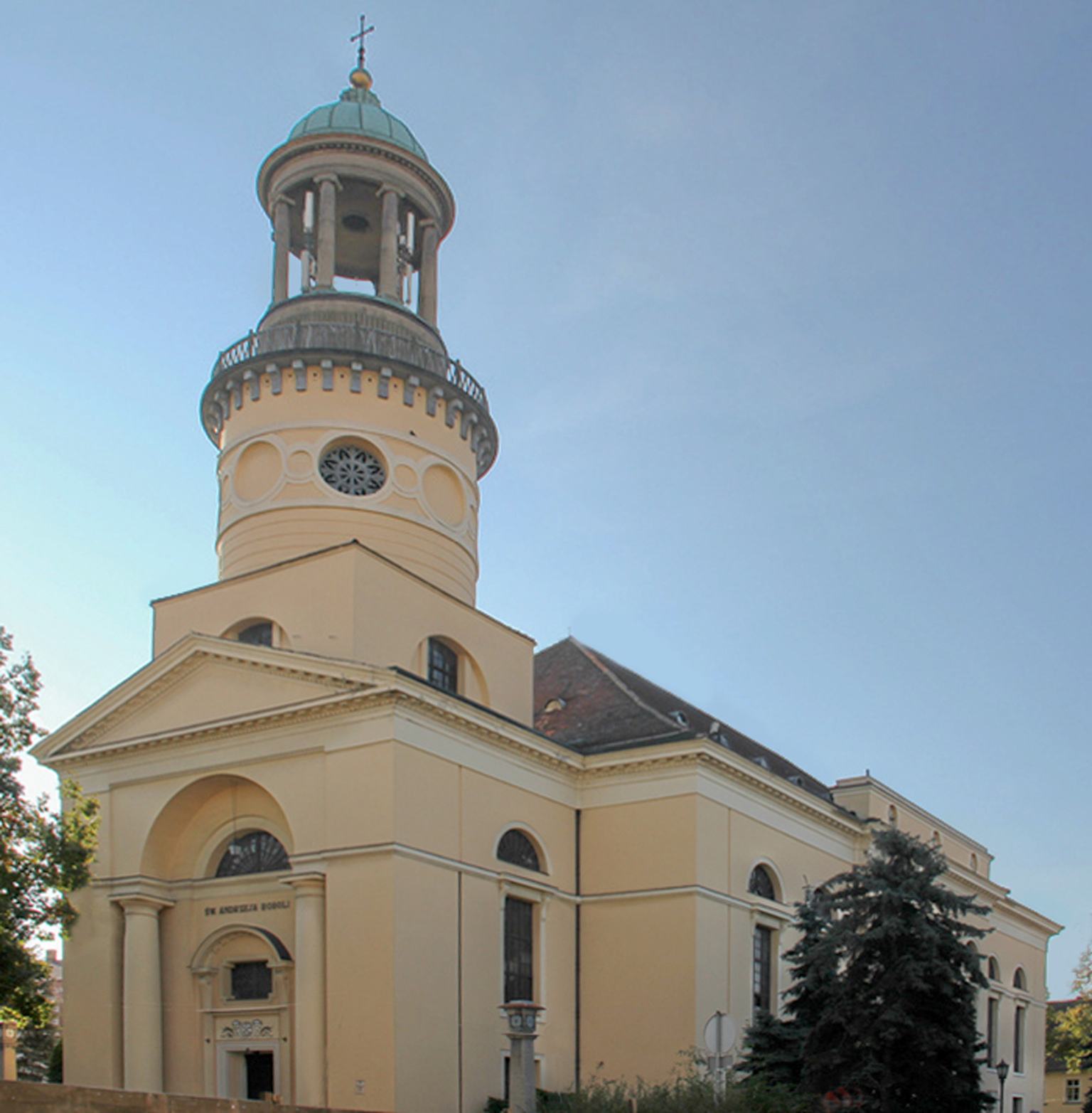
Dreifaltigkeitskirche Rawicz

Die Dreifaltigkeitskirche ist ein als evangelisches Gotteshaus errichtetes, jetzt römisch-katholisches Kirchengebäude in Rawicz (Großpolen).

## Geschichte
Ein erster Vorgängerbau für die überwiegend deutschsprachigen Protestanten in Rawicz wurde 1639 in Fachwerkbauweise errichtet, verbrannte jedoch 1707. Die nächste Kirche, 1724 errichtet, verbrannte 1801 im Großbrand der Stadt Rawitsch.

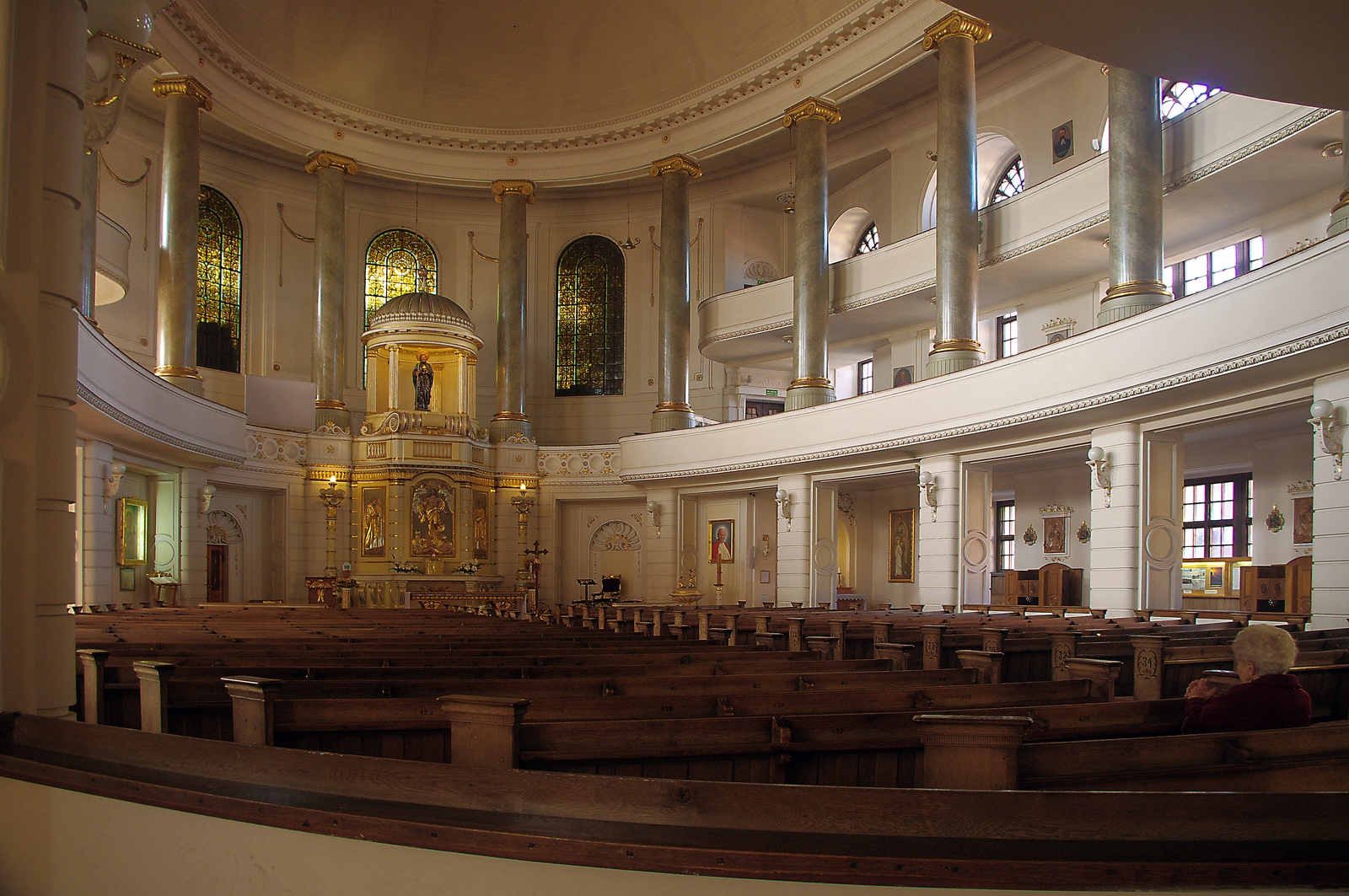
Innenansicht

Die heutige Dreifaltigkeitskirche wurde 1802 von Carl Gotthard Langhans entworfen und vom Posener Baumeister Krause 1803–1808 errichtet. Das Gebäude fiel 1915 den Flammen zum Opfer und wurde 1917 wiederaufgebaut. Es gehörte bis 1918 zur Kirchenprovinz Posen der Evangelischen Landeskirche in Preußen, nach dem Ersten Weltkrieg zur Unierten Evangelischen Kirche in Polen. Nach dem Zweiten Weltkrieg wurde es vom Erzbistum Posen übernommen und 1976 zur Pfarrkirche St. Andreas Bobola erhoben.

## Beschreibung
Die Kirche wurde auf einem rechteckigen Grundriss errichtet. Der rechteckige Turm mit einem runden Tambour trägt eine achtsäulige Laterne mit einem kuppelförmigen Dach. Das Walmdach über dem Kirchengebäude ist mit Dachziegeln bedeckt.
Die Hauptfassade, die den Sockel des Turmes bildet, ist von einer von zwei toskanischen Säulen getragenen Arkade dominiert.
Die Fenster in den Seitenfassaden sind rechteckig, in zwei Etagen geteilt, über ihnen befinden sich halbrunde Fenster der oberen Emporenetage. In der Altarwand befinden sich drei Mosaikfenster. 
Im ovalen Innenraum mit Kuppelgewölbe befinden sich zwei Galerieetagen. Das Erdgeschoss ist von quadratischen Pfeilern umrundet, die 16 ionische Säulen mit vergoldeten Kapitellen tragen. Die zweite Galerie wird von den Außenwänden getragen.
Die Kirche wurde am 1. Juni 1968 unter 375/Wlkp/A in das Verzeichnis der Baudenkmäler der Woiwodschaft Großpolen (województwo wielkopolskie) eingetragen.